# Kilyana kroombit
Kilyana kroombit là một loài nhện trong họ Zoropsidae.
Loài này thuộc chi Kilyana. Kilyana kroombit được Raven & Stumkat miêu tả năm 2005.